# Юдит фон Швейнфурт
Юдит фон Швейнфурт, также Юдифь Швейнфуртская (нем. Judith von Schweinfurt, чеш. Judita ze Schweinfurtu) — княгиня Чехии, супруга князя Бржетислава I, мать чешских князей Спытигнева II, Вратислава II и Конрада I Брненского.
В чешских источниках встречаются такие варианты имени, как Йитка (или Итка) Бабенбергская (чеш. Jitka Babenberská), так как в хрониках Саксонского анналиста и Титмара Мерзебургского отец и дед Юдит принадлежали роду Бабенбергов, или Йитка из Свиного Брода (чеш. Jitka ze Svinibrodu), как отсылка к её швейнфуртскому происхождению.

## Биография
Юдит родилась предположительно в 1003 году в семье знатного баварского аристократа — маркграфа Нордгау Генриха фон Швейнфурт и Герберги фон Хенненберг (нем. Gerberga von Henneberg). В «Чешской хронике» Козьмы Пражского отцом Юдит назван её старший брат Оттон, будущий герцог Швабии. Известно, что маркграф Генрих фон Швейнфурт, после смерти императора Оттона III в 1002 году, поддержал сторону баварского герцога Генриха IV в борьбе за трон. Однако, когда Генрих Баварский был коронован (как Генрих II), фон Швейнфурт не получил никаких привилегий (возможно, ему был обещан титул герцога Баварии), в результате чего между ними разгорелась ссора, закончившаяся примирением.
Родители отдали Юдит в монастырь Швейнфурта (нем. Peterstirn), где она обучалась грамоте и псалтырям и откуда была похищена своим будущим мужем Бржетиславом.

### Бржетислав и Юдит
Бржетислав был наследником чешского князя Ольдржиха из рода Пржемысловичей. Мать Бржетислава, Божена, была крестьянкой. Возможно, в 1019 году Ольдржих отдал под управление Бржетислава Западную Моравию. Брак наследника с представительницей знатного рода мог закрепить связи с немецким дворянством, но незаконнорожденность Бржетислава (согласно «Чешской хронике» Козьмы Пражского, Ольдржих не развёлся со своей первой супругой перед женитьбой на Божене) могла быть препятствием для такого брака.
По словам Козьмы, узнав о красоте и благородстве Юдит, Бржетислав решил любым путем заполучить её в жёны. Возможно, Бржетислав даже не пытался просить руки Юдит у её родителей, так как она собиралась стать монахиней. Предполагая, что родители девушки не дадут согласия на брак, княжич просто похитил её из монастыря. Темы романтической любви и похищения неоднократно затем использовались в литературе, живописи и музыке.
Согласно «Чешской хронике», в 1021 году Бржетислав со своими соратниками нарочно остановились на ночь в монастыре Швейнфурта. Благодаря тому, что по обычаю в колокола к вечерней службе звонили девушки, Юдит со служанками вышла на улицу, чем и воспользовался Бржетислав, схватив её в седло и покинув монастырь. Из-за того, что старший сын Бржетислава и Юдит, Спытигнев, родился только в 1031 году, некоторые исследователи считают, что похищение и свадьба произошли позднее, например, по мнению чешского историка Франтишека Палацкого, Бржетислав встретил Юдит не ранее 1029 года, когда ехал ко двору императора Конрада II через Швейнфурт. Однако, не исключено, что такая дата рождения Спытигнева объясняется тем, что до этого рождались дочери или он был первым выжившим наследником.
Согласно хронике Козьмы, чтобы не давать немцам повода к обиде на чехов, Бржетислав с невестой уехали в Моравию (повидавшись с князем Ольдржихом). Нет никаких сведений о каком-либо преследовании пары со стороны родственников Юдит или императора. Хотя согласно хронике, соратники княжича, приехавшие с ним в монастырь, были жестоко искалечены). Некоторые исследователи считают, что брак был выгоден обеим сторонам и заранее согласован. Дядя Юдит Адальберт, являвшийся в то время правителем Восточной марки, не был против союза с Пржемысловичами.
У Юдит и Бржетислава было минимум пятеро сыновей: Спытигнев (род. 1031), Вратислав (род. 1035), Конрад (род. ок. 1036), Яромир (род. 1040) и Ота (род. ок. 1045).

### Изгнание из Чехии
После смерти Бржетислава в 1055 году Юдит подверглась гонениям со стороны Спытигнева, ставшего новым князем. После вступления на трон Спытигнев практически сразу отправился в Регенсбург, где получил подтверждение своих прав от императора Генриха III. По возвращении он инициировал антинемецкую политику, приказав всем людям немецкого происхождения покинуть княжество в течение трёх дней. Новый князь не сделал исключения даже для своей матери (возможно из-за того, что Юдит была более расположена к младшим сыновьям). Хотя брат Юдит, Оттон, был герцогом Швабии с 1048 года, она отправилась не к нему, а в Венгрию.

### Брак с Петром Орсеоло
Согласно легенде, не имея возможности иначе отомстить своему сыну за нанесённую ей обиду, Юдит вышла замуж второй раз, за бывшего короля Венгрии Петра Орсеоло. Впервые сообщение об этом браке встречается в «Чешской хронике» Козьмы Пражского, и некоторые последующие хроники повторяли этот сюжет (например, об этом сообщается в Саксонском анналисте). Но по сообщению Венгерской хроники XIV века, после языческого восстания Ваты (1046 год), и возвращения князей Андраша и Левенте, Пётр Орсеоло был схвачен при попытке бежать в Австрию, ослеплён и доставлен в Секешфехервар, где вскоре умер. Таким образом, его брак на Юдит фон Швейнфурт выглядит сомнительным. По версии историков, сомневающихся в браке Юдит и Петра, вместо Венгрии она отправилась к своему среднему сыну Конраду и остановилась в одном из принадлежащих ему замков в Зноймо. Там в 1056 году на её средства была построена часовня, на месте которой в 1190 году князем Конрадом II и его матерью Марией был основан премонстрантский монастырь.
Исследователь Лиза Уолвертон, работавшая над переводами хроники Козьмы Пражского, предполагает, что тот неправильно истолковал источники, в которых говорилось о браке другой Юдит с другим королём Венгрии, а именно Юдит Немецкой и Шаламона, сына Андраша I.
Венгерский историк Дьюла Кристо предположил, что Пётр всё-таки мог пережить ослепление и умереть в конце 1050-х годов.
Юдит фон Швейнфурт умерла 2 августа 1058 года. Впоследствии князь Вратислав перевёз останки матери и захоронил рядом с мужем в соборе Святого Вита в Пражском Граде.

## Семья и дети
У Юдит и Бржетислава было пятеро сыновей:
- Спытигнев II (1031—1061) — князь Чехии с 1055 года. Был женат на Иде (Хидде)[англ.] из рода Веттинов, сестре Дедо II, маркграфа Саксонской восточной марки.
- Вратислав II (1035—1092) — князь Чехии с 1061 года и король Чехии с 1086 года. Был женат минимум дважды: с 1057 года на Аделаиде Венгерской из династии Арпадов и с 1068 года на польской принцессе Сватаве.
- Конрад I (ок. 1036—1092) — князь Чехии в 1092 году (княжил 8 месяцев). В 1054 году женился на Вирпирке из Тенглинга[чеш.].
- Яромир (1040—1090) — епископ Праги с 1068 по 1089 годы.
- Ота (Оттон) I (ок. 1045—1087) — князь Оломоуца с 1061 года. Был женат на Эуфимии Венгерской[венг.], дочери короля Белы I[42].

Второй брак — с Петром Орсеоло, упомянутый в «Чешской хронике» Козьмы Пражского, оспаривается историками.

## Отражение в культуре
История похищения Юдит из монастыря стала весьма популярной темой в литературе. Наиболее значительными среди этих памятников являются:
- Чешская хроника Козьмы Пражского, XII век[К 4].
- Далимилова хроника (чеш. Dalimilova kronika), XIV век.

Далимилова хроника, XIV век
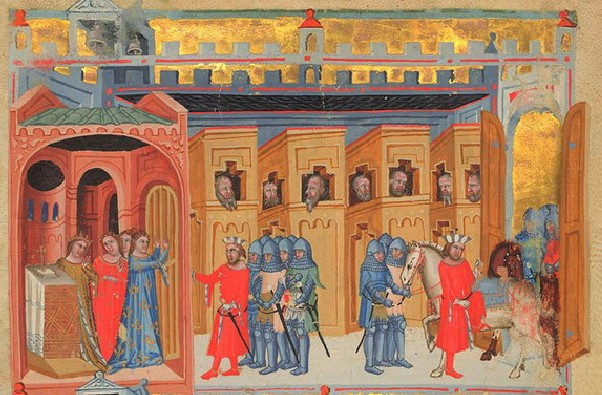
Юдит со служанками готовятся выйти во двор, где уже притаился Бржетислав с друзьями.
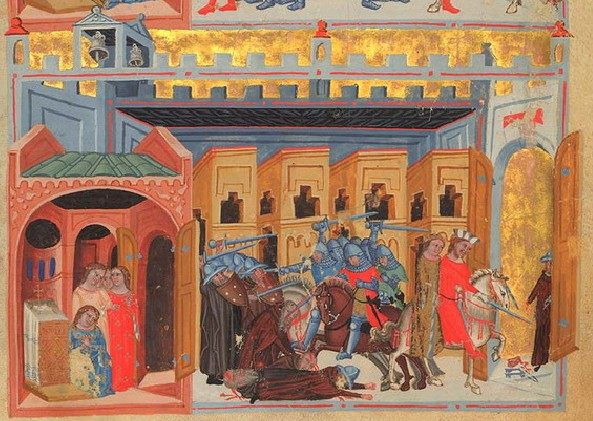
Бржетислав увозит Юдиту, пока его друзья сдерживают стражу.

- Бржетислав (лат. Bretislaus, чеш. Břetislav), затем Бржетислав и Юдит (чеш. Břetislav a Jitka) — драма чешского писателя и композитора Яна Кампануса Воднянски[чеш.] (1572—1622)[44]. Пьеса была написана на латинском языке[45] в форме античной трагедии и была напечатана в 1614 году[46][47]. Предполагается, что произведение было написано раньше (1604 год), но было запрещено к постановке и изданию, так как действо порочило репутацию чешских правителей[К 5].

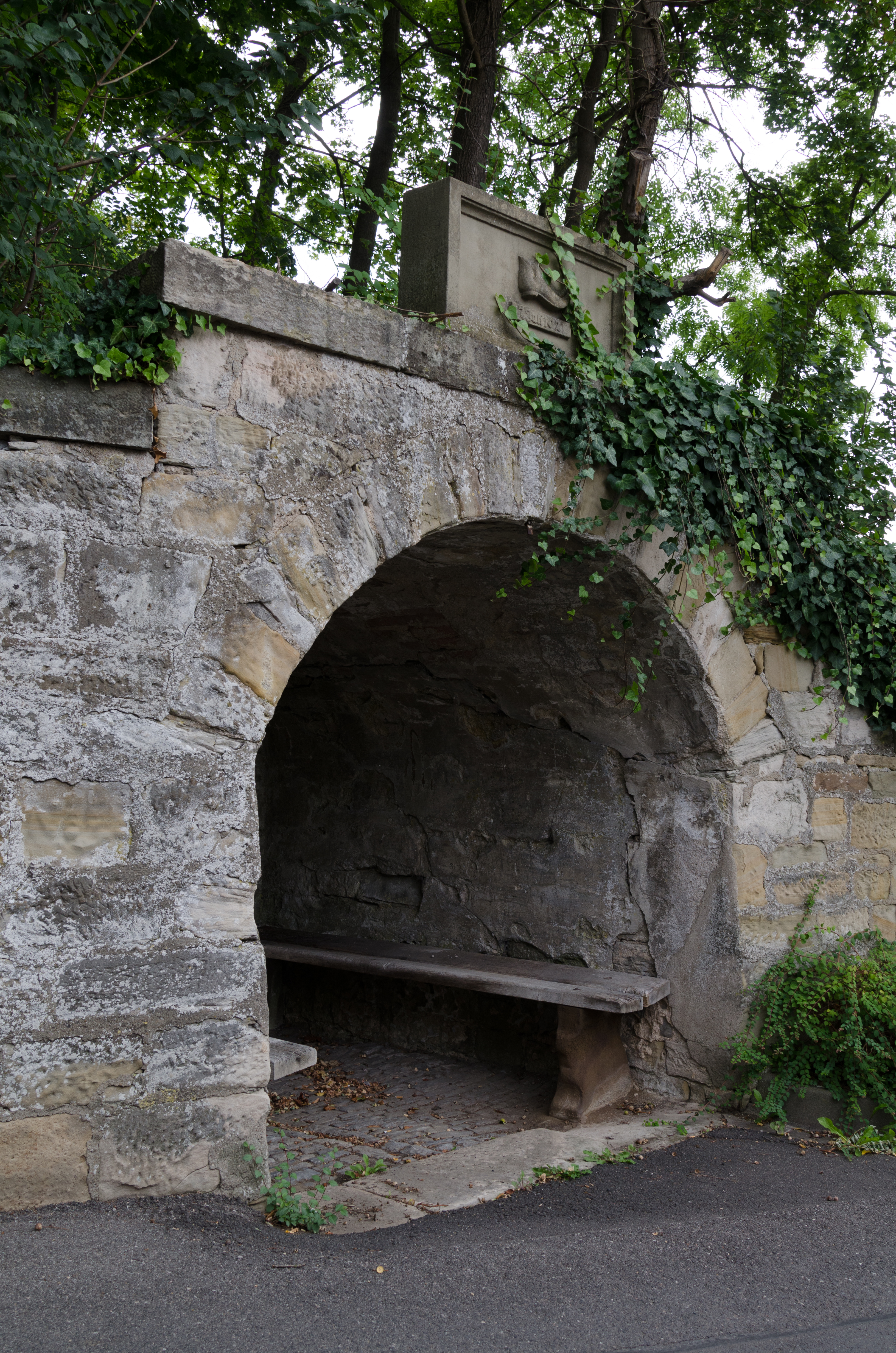
Башмачок Юдит над входом в комнату с источником.

- Бржетислав и Итка или Похищение из монастыря (чеш. Břetislav a Jitka aneb Únos z kláštera) — пьеса чешского режиссёра и драматурга Вацлава Тама[чеш.] (1765—1816), написанная в 1786 году. Впервые была поставлена в театре «Боуда[чеш.]» в Праге[49], считается первой значительной пьесой на чешском языке[45].
- В 1869—1870 годы композитором Карелом Бендлем на либретто Элишки Красногорской была написана историческая опера в пяти действиях Бржетислав[чеш.] (чеш. Břetislav), также известная как Бржетислав и Юдит (чеш. Břetislav a Jitka). Впервые была исполнена 18 сентября 1870 года в пражском Новоместском театре[чеш.], летней сцене Временного театра[чеш.]. Первая и единственная постановка оперы имела три репризы, после Бржетислав больше не упоминался, так как опера не имела успеха и была резко встречена критиками и зрителями[50][51][52][53][54][55][56].
- Сцена похищения неоднократно использовалась в романтической исторической живописи, например чешскими художниками Антонином Махеком (1775—1844) и Виктором Барвитиусом[чеш.] (1834—1902). Картина Барвитиуса, написанная в 1862 году, хранится в Национальной галерее в Праге. Сцена похищения изображалась на драпировочных занавесах кукольных театров (со стороны авансцены), наиболее известные из них:
  - Занавесы для театра резчика и марионеточника Йозефа Флакса (чеш. Josef Flachs), предположительно созданные в 1891 году кутна-горским художником Яном Высекалой (чеш. Jan Vysekal, 1854—1926)[57] на основе работы Барвитиуса[58][59]. Занавесы использовались последующими владельцами театра: Яном-младшим (англ. Jan Flachs Jr.) и Рудольфом (чеш. Rudolf Flachs) Флаксами[60]. В настоящее время занавесы хранятся в Моравском региональном музее[61].
  - Занавес театра кукол семьи Пфлегру (чеш. Proscénium loutkového kočovného divadla rodiny Pflegrů) конца 80-х годов XIX века, написанный художником Яном Бошко (чеш. Jan Boška, 1854—1933). Отреставрированный в 1912 году занавес также выставлен в Моравском региональном музее[62]. Что примечательно, сын Яна — Йиндржих Бошко (чеш. Jindřicha Bošky, 1893—1964) так же занимался живописью и использовал тот же сюжет для оформления занавесов. Известны три созданных им занавеса с сюжетом похищения Юдит: для театров Виктора Самеша (чеш. Viktor Sameš) и Эмануэля Флакса (чеш. Emanuel Flachs) в 1924 году, для Гинека Бероуска (чеш. Hynk Berousk) в 1931 году[61][63].
- Согласно легенде, когда лошадь с Бржетиславом и Юдит скакала от монастыря под гору, у девушки слетел красный башмачок. Обувь была найдена и отправлена императору Генриху с сообщением о похищении, однако по дороге посланник необъяснимым образом потерял башмачок, что было принято как божественное провидение, а союз Юдит и чешского князя Бржетислава признан благочестивым. В XIX веке в память этой легенды архитектор Карл Заттлер[нем.] при оформлении комнаты с источником в монастыре, откуда была похищена Юдит (Швайнфурт, Бавария), высек над входом башмачок[26][64].
- По сценарию Олдржиха Данека в 1974 году в Чехословакии был снят фильм Бржетислав и Юдит (чеш. Břetislav a Jitka), где обыгрывалась история их знакомства и похищения невесты. Главные роли исполнили Бржетислав Словачек (чеш. Břetislav Slováček) и Элишка Бальзерова[65][66].

## Комментарии
1. ↑  Вариант написания Швейнфурт и его производных через букву е преимущественно использовался в русскоязычных имперских[1][2][3][4][5][6] и советских[7][8][9] печатных изданиях. В современных источниках встречается как этот вариант[10][11], так и фонетически более верный — через букву а[12]. Слово образовано буквально слиянием немецких schwein (с нем. — «свинья») и furt (с нем. — «брод»), от располагавшегося в этой местности стратегически важного брода через Майн, от имени которого произошли одноимённые названия территории, города, дворянского рода[нем.] и монастыря[нем.], возникшего на месте одного из двенадцати родовых замков маркграфов Швейнфурт и откуда была похищена Юдит.
2. ↑  Примечательно, что жёнами Генриха и Оттона были Герберги из династии Хенненбергов, дочери Отто (I в первом случае и II во втором).
3. ↑  Пётр Орсеоло был союзником Бржетислава в его борьбе за независимость от императора Генриха III[31].
4. ↑  Сцена похищения описывается так (в переводе на русский язык Г. Э. Санчука)[43]:

По счастливой случайности в этот день был праздник. И вот, стократ желанная Бржетиславу девушка, Юдифь, вышла со своими служанками из монастыря, ибо по обычаю девушки звонили в церкви в колокола к вечерней службе. Когда отважный юноша увидел её, он на радостях забыл о себе. Схватив девушку, он бросился бежать, подобно волку, который, выскочив из укромного места и похитив овцу, бежит, поджав хвост в поисках надёжного убежища. Когда [Бржетислав] достиг ворот, он увидел, что они связаны цепью толще мельничной верёвки: путь к выходу был закрыт. Острым мечом он тотчас же, как стебель, разрубил цепь. Преследователи напали на друзей князя, которые ничего не знали, оставаясь в своих шатрах; одним они повыкалывали глаза и поотрезали носы, другим поотрубали руки и ноги; тем временем князь с трудом спасался под покровом ночи с немногими из своих приближённых и с похищенной девушкой…
5. ↑  Запрет произведения высочайшим канцлером Чешского королевства Зденеком Лобковицем упоминается в романе Людо Зубека[словац.] «Доктор Есениус» (в переводе на русский язык Б. Шуплецова)[48]:

Слава его [Кампануса] возросла особенно с той поры, как верховный канцлер Лобковиц запретил студентам высшей школы представлять его латинскую драму в стихах «Бржетислав и Итка». Мало того: канцлер принудил автора разорвать у него на глазах это произведение, которое, по его словам, оскорбляло императора. Неизвестно, стала бы драма столь популярной, если бы представления её были разрешены…